# Crash Bandicoot: The Wrath of Cortex
Crash Bandicoot: The Wrath of Cortex — продолжение известной серии игр о звере по имени Крэш Бандикут. Дата выхода в США — 29 октября 2001 года. В России — ноябрь 2001 года. На сей раз игру разрабатывала не Naughty Dog, а компания Traveller's Tales. Игра вышла на PlayStation 2. Крэшу снова предстоит взяться за спасение мира, который уже не в первый раз хочет захватить Доктор Нео Кортекс. На сей раз он придумал план, куда более хитроумный, нежели раньше, но и на этот раз Крэш снова постарается сломать планы безумного доктора.

## Сюжет
Игра начинается на космической станции Доктора Нео Кортекса. Ука-Ука, злобный брат Аку-Аку, собрал совет злодеев, среди которых Доктор Н. Джин, Доктор Нефариус Тропи, Тигр Тайни, Дингодил и Доктор Нео Кортекс. Ука-Ука ругается на всех участников собрания, показывая график их злобности, из которого следует, что уровень злости упал. Кортекс оправдывается, что он не виноват в этом, и доказывает, что в этом виноват его оппонент Крэш Бандикут. Далее доктор Н. Джин, обращаясь к Ука-Ука, говорит, что Кортекс работал над неким секретным оружием. Кортекс подтверждает это и предлагает новый хитроумный план — он предлагает использовать маски четырёх стихий природы — Земли, Воды, Огня и Воздуха и своё новое изобретение — злую копию Креша, но не Fake Crash, а Кранча Бандикута (англ. Crunch Bandicoot). Ука-Ука утверждает этот план.
Далее история продолжается в месте обитания Крэша. Крэш катается на водных лыжах, Коко — на своём водном мотоцикле, Аку-Аку и Пура (англ. Pura) — загорают на солнце. Вдруг раздаётся непонятный звук, Аку-Аку вскакивает и восклицает: «Что случилось?». Затем он замечает проснувшийся вулкан. Одновременно в небе (уже не над вулканом) появляется огромное чёрное облако. Его замечает и Коко, но та не понимает, что происходит, призывает Крэша быть более осторожным. Крэш тоже оборачивается и видит огромную волну за собой. Волна сносит на берег Крэша и Коко, после чего те, предположительно, на некоторое время теряют сознание. Позже Аку-Аку спрашивает героев о самочувствии и заявляет, что, скорее всего, таким образом началась реализация нового плана Ука-Ука.
Аку-Аку отправляется на космический остров, который известен по игре Crash Bash. Встретившись со своим злым близнецом, он спрашивает: «Какой план ты задумал на этот раз?». Вместо ответа Ука-Ука смеётся жутким смехом и рядом с ним появляются четыре маски стихий. Аку-Аку заявляет, что Ука-Ука сошёл с ума. Пи-Ро, маска огня, приказывает уничтожить маску-лекаря. Но Аку-Аку успевает телепортироваться. Появившись в доме Крэша, он рассказывает о новом плане Кортекса и Ука-Ука. После рассказа Коко отводит всех в комнату с установленной там многочисленной аппаратурой. Она говорит, что это поможет в поиске кристаллов, которые, по заявлению Аку-Аку, смогут остановить маски.
Задача Крэша — остановить Кортекса, Ука-Ука и маски стихий, а также таинственного Кранча.

## Геймплей
Геймплей практически не изменился со времён Crash Bandicoot 3: Warped. Однако игра претерпела некоторые изменения: например, теперь в игре присутствует сила «Движение Пешком». Также добавилась новая коробочка — Коробка Невидимости, которая появляется в игре лишь несколько раз, и может на несколько секунд сделать персонажа не только невидимым, но и бессмертным (используется только для прохождения через лазеры). Добавляется и новый транспорт. Коко Бандикут на этот раз является полностью играбельным персонажем: теперь она использует сноуборд, мини-скутер, самокат и космический корабль. Часть уровней она может проходить пешком (но силы, которые добывает Крэш, при этом по большей степени не распространяются на Коко, за исключением «Супер падения», которым она владеет изначально, и «Супер бега»).
Всего в игре 25 кристаллов, предназначенных для остановки масок стихий, 42 камня, включая пять труднодоступных цветных камней.

## Боссы и силы
По сути, боссом четырёх комнат является только Кранч, каждый раз обладающий меняющимися силами разных стихий:
- Первая маска: Рок-ко (англ. Rok-Ko) — маска Земли. Колдует Кранчу каменный кокон. Сила — «движение пешком».
- Вторая маска: Ва-Ва (англ. Wa-Wa) — маска Воды. Делает Кранча похожим на столб воды и даёт ему некоторую магию. Сила — «двойной прыжок».
- Третья маска: Пи-Ро (англ. Py-Ro) — маска Огня. Превращает Кранча в ходячую гору магмы. Сила — «супер вращение».
- Четвёртая маска: Ло-Ло (англ. Lo-Lo) — маска Воздуха. Превращает Кранча в одно большое грозовое облако. Сила — «фруктовая базука».
- Последний босс — Доктор Нео Кортекс. Заправляет всеми четырьмя масками. Кранч выполнят роль призывника масок. Сила — «супер бег».

## Отзывы
| Сводный рейтинг       | Сводный рейтинг | Сводный рейтинг | Сводный рейтинг |
| Издание               | Оценка          | Оценка          | Оценка          |
| Издание               | GC              | PS2             | Xbox            |
| --------------------- | --------------- | --------------- | --------------- |
| GameRankings          | 63,01 %         | 70,12 %         | 70,48 %         |
| Metacritic            | 62/100          | 66/100          | 70/100          |
| Иноязычные издания    |                 |                 |                 |
| Издание               | Оценка          | Оценка          | Оценка          |
| Издание               | GC              | PS2             | Xbox            |
| GamePro               | [ 7 ]           | [ 8 ]           | [ 9 ]           |
| GameZone              | 7,2/10          | 8,0/10          | 7,1/10          |
| IGN                   | 6,9/10          | 7,4/10          | 6,7/10          |
| Nintendo World Report | 7,5/10          |                 |                 |

Crash Bandicoot: The Wrath of Cortex получила смешанные отзывы, особенно подверглась критике версия для Gamecube.